# Meridià 158 a l'oest
El meridià 158 a l'oest de Greenwich és una línia de longitud que s'estén des del pol Nord travessant l'oceà Àrtic, Amèrica del Nord, l'oceà Pacífic, Oceania, l'oceà Antàrtic, i l'Antàrtida fins al pol Sud.
El meridià 158 a l'oest forma un cercle màxim amb el meridià 22 a l'est. Com tots els altres meridians, la seva longitud correspon a una semicircumferència terrestre, uns 20.003,932 km. Al nivell de l'Equador, és a una distància del meridià de Greenwich de 17.586 km.

## De Pol a Pol
Començant en el pol Nord i dirigint-se cap al pol Sud, aquest meridià travessa:
| Coordenades                               | País, territori o mar | Notes |
| ----------------------------------------- | --------------------- | --- |
| 90° 0′ N, 158° 0′ O / 90.000°N,158.000°O  | Oceà Àrtic            | |
| 70° 50′ N, 158° 0′ O / 70.833°N,158.000°O | Mar dels Txuktxis     | |
| 71° 12′ N, 158° 0′ O / 71.200°N,158.000°O | Estats Units          | Alaska |
| 58° 38′ N, 158° 0′ O / 58.633°N,158.000°O | Mar de Bering         | Badia de Bristol |
| 57° 24′ N, 158° 0′ O / 57.400°N,158.000°O | Estats Units          | Alaska — Península d'Alaska |
| 56° 30′ N, 158° 0′ O / 56.500°N,158.000°O | Oceà Pacífic          | Passa a l'oest de l'illa Nakchamik, Alaska, Estats Units (a 56° 20′ N, 157° 54′ O / 56.333°N,157.900°O) · Passa a l'est de Cap Castle, península d'Alaska, Estats Units (a 56° 14′ N, 158° 7′ O / 56.233°N,158.117°O) · Passa a l'est de l'illa Chankliut, Alaska, Estats Units (a 56° 9′ N, 158° 6′ O / 56.150°N,158.100°O) |
| 21° 42′ N, 158° 0′ O / 21.700°N,158.000°O | Estats Units          | Hawaii — Illa Oahu |
| 21° 18′ N, 158° 0′ O / 21.300°N,158.000°O | Oceà Pacífic          | Passa a l'oest de l'illa Kiritimati, Kiribati (a 1° 52′ N, 157° 51′ O / 1.867°N,157.850°O) |
| 8° 56′ S, 158° 0′ O / 8.933°S,158.000°O   | Illes Cook            | Atol Penrhyn |
| 9° 4′ S, 158° 0′ O / 9.067°S,158.000°O    | Oceà Pacífic          | Passa a l'est de l'illa Atiu, Illes Cook (a 20° 0′ S, 158° 4′ O / 20.000°S,158.067°O) · Passa a l'oest de l'illa Mangaia, Illes Cook (a 21° 55′ S, 157° 58′ O / 21.917°S,157.967°O) |
| 60° 0′ S, 158° 0′ O / 60.000°S,158.000°O  | Oceà Antàrtic         | |
| 77° 45′ S, 158° 0′ O / 77.750°S,158.000°O | Antàrtida             | Dependència de Ross, reclamat per Nova Zelanda |